# Angela Watson
Angela Christine Watson (Danville, 12 november 1975) is een Amerikaans model en actrice, bekend door haar rol in de televisieserie Step by Step, waar ze een van de dochters van Suzanne Somers speelt.

## Biografie

### Vroeger
Watson is de jongste dochter van Barbara en Allen Watson, die boeren waren in het dorpje Oakwood, Illinois, tot 1985. Haar familie en verhuisde toen naar Cape Coral in Florida, waar haar ouders haar voor modelwedstrijden inschreven. In totaal won ze 60 kronen en 200 trofeeën.

## Filmografie
- Junior Pilot (video, 2006) – Milly Smith
- Step by Step (televisieserie) – Karen Foster (160 afl., 1991–1998)
- Davis Rules (televisieserie) – Alice Hansen (4 afl., 1991)